# Великомлинівецький берест
Великомлинівецький берест — вікове дерево, ботанічна пам'ятка природи місцевого значення в Україні. Зростає у селі Великі Млинівці Кременецького району Тернопільської області.
Площа — 0,02 га. Оголошено об'єктом природно-заповідного фонду рішенням виконкому Тернопільської обласної ради від 21 грудня 1977 року № 554. Перебуває у віданні: Великомлинівецька сільська рада. 
Під охороною — дерево береста віком понад 100 років, діаметром 105 см. Цінне у науково-пізнавальному та естетичному значеннях.